# Amberley (Neuseeland)
Amberley ist ein Ort im Hurunui District in der Region Canterbury auf der Südinsel von Neuseeland. Amberley ist Verwaltungssitz des Hurunui District.

## Geographie
Der Ort liegt etwa 10 km südlich von Waipara und circa 50 km nördlich von Christchurch, in der Nähe der Pegasus Bay am Pazifischen Ozean. Die Stadt wurde im Jahre 1876 gegründet und nach der gleichnamigen Ortschaft im englischen Derbyshire benannt.

## Bevölkerung
Beim Zensus im Jahr 2013 wurden 1575 Einwohner gezählt, was einem Anstieg von 21 % gegenüber dem Zensus von 2006 entspricht.

## Verkehr
Durch Amberley führen
- der New Zealand State Highway 1 und
- die Bahnstrecke Christchurch–Picton. Sie verbindet den Ort mit Christchurch und den südlichen Landesteilen entlang der Ostküste sowie dem nördlichen Teil der Südinsel, wo in Picton ein Trajekt (Interislander Ferry) zur Nordinsel anschließt. Personenzüge halten im Bahnhof von Amberley aber nicht mehr.